# Kirche Hl. Sava und Simeon (Srpski Itebej)
Die Kirche Hl. Sava und Simeon (serbisch: Црква Светог Саве и Светог Симеона, Crkva Svetog Save i Svetog Simeona) in Srpski Itebej, einem Dorf in der Opština Žitište im Okrug Srednji Banat, ist eine serbisch-orthodoxe Kirche in der nordserbischen Provinz Vojvodina.
Das von 1765 bis 1769 erbaute Gotteshaus ist dem serbischen Nationalheiligen, dem Hl. Sava von Serbien und seinem Vater, dem Hl. Simeon Mirotočivi, geweiht und ist die Pfarrkirche der Pfarreien Srpski Itebej I, II und III, im Dekanat Žitište, der Eparchie Banat der Serbisch-Orthodoxen Kirche. 
Als unbewegliches Kulturgut besitzt die Kirche den Status eines Kulturdenkmals von großer Bedeutung und steht unter staatlichem Schutz.

## Lage
Die Kirche steht im nördlichen Dorfzentrum am Trg Slobode 10 (Freiheitsplatz 10) mitten in einem kleinen Park. Srpski Itebej liegt nah am Ufer des Flusses Begej.
Das Dorf und somit auch die Kirche liegen nahe der Grenze zu Rumänien im nordöstlichen Banat. Nicht weit von der Kirche steht ein orthodoxes Wegkreuz und die Römisch-katholische Maria-Befreierin-der-Sklaven-Kirche des Ortes.

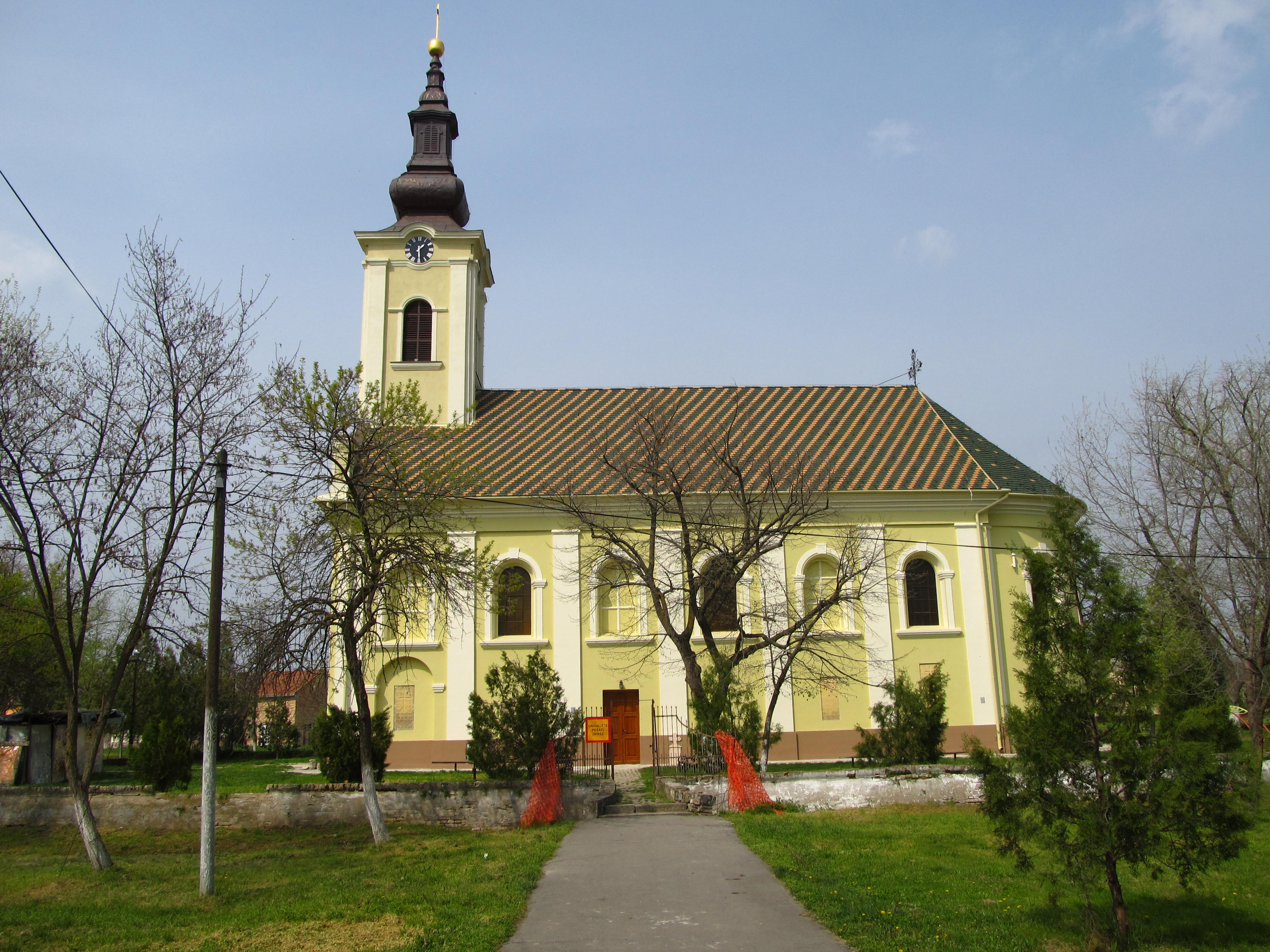
Blick auf die Kirche von Süden

## Geschichte und Architektur

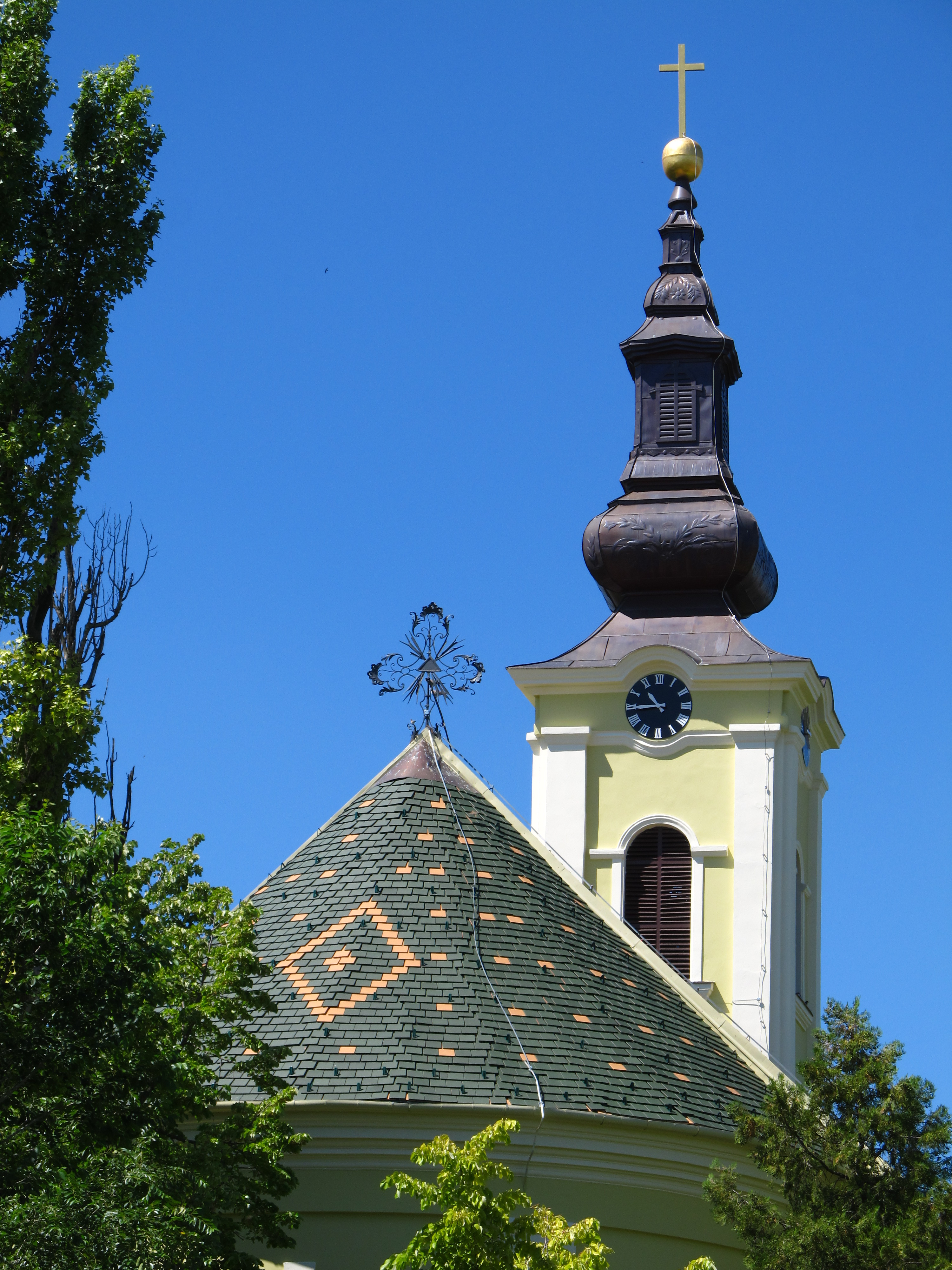
Blick auf den Kirchturm

Die Kirche Hl. Sava und Simeon wurde von 1765 bis 1769 im Stil des Barock erbaut. Die Kirche gehört zu den ältesten Kirchenbauten des Banat und somit der ganzen Vojvodina. Das älteste Pfarrbuch stammt aus dem Jahre 1745. Das Gotteshaus wurde in einem rechteckigen Grundriss, mit einer halbrunden Apsis im Osten und einem dazu gebauten Kirchturm an der Westseite erbaut. Eingänge in die Kirche befinden sich an der West-, Nord- und Südseite.
Das Dach der Kirche wurde mit bunten flachen Ziegeln bedeckt, in einer Form die an Glaskacheln erinnert. Der hohe Sockel und die abwechselnden Fenster und gewölbten Nischen geben der Kirche den Anschein von außen, ein zweistöckiges Gebäude zu sein, was sie mit dem Chor auf der Westseite tatsächlich auch ist.
Die Fassaden sind mit dekorativen plastischen Mörtel und Verzierungen in Kranz-Form dekoriert. Sehenswert sind vor allem die dekorativen Elemente an den Kapitellen der Bögen um die Fenster. Die Kirche ist mit Elementen aus dem Barock und dem Klassizismus dekoriert.
Ebenfalls ist die Fassade der Kirche von historischen Wert, da sie alte Grabsteine enthält, deren Inschriften Informationen über die Verstorbenen geben und so zur Ahnenforschung der ansässigen Bevölkerung dienen.
Auch der Innenraum der Kirche ist sehenswert. Die halbrunde Apsis mit zwei Pilastern, die auf einem Rippengewölbe ruhen, erwecken den Anschein, als ob der Altar in einen Triumphbogen endet.

### Ikonostase und Ikonen
Die Ikonen auf der Ikonostase wurde von Dimitrije Popović aus Zrenjanin, von 1777 bis 1779 gemalt, während die barocken Schnitzereien in der Werkstatt von Aksentije Marković hergestellt wurden. 1884 wurden die Ikonen von Dimitrije Popović übermalt. Die Ikonographischen Szenen und die Fresken der Kirche, ebenfalls von Dimitrije Popović gemalt, zeigen Leben und Wirken der serbischen Heiligen. Die Ikonostase ist ein Werk der führenden Meister dieser Zeit auf dem Gebiet des ganzen Banat. Weitere Ikonen der Kirche wurden in der Mitte des 18. Jahrhunderts.

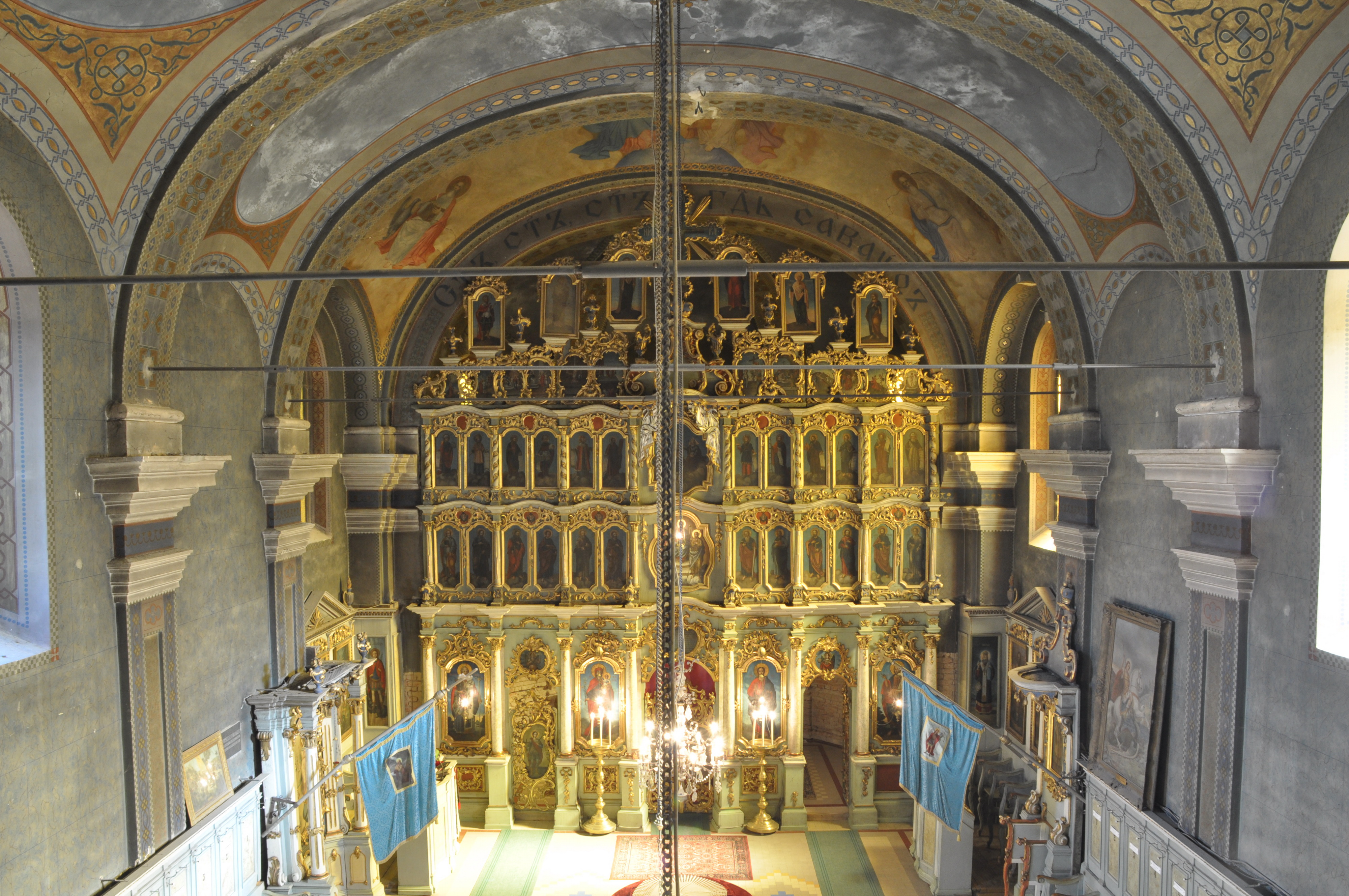
Innenraum mit imposanter Ikonostase und alten Fresken

### Renovierungen
Die Kirche wurde 1831, 1884, 1938, 2011 bis 2013 und 2014 renoviert. Als die Kirche 1938 renoviert wurde, wurden zwei Säulen mit korinthischen Kapitellen am Chor gebaut um diesen besser zu stützen. Von Oktober bis November 2011 wurde die Fassade und der Kirchturm der Kirche renoviert. Den Hauptteil an den Kosten zur Renovierung des Gotteshauses von 5 Millionen serbischen Dinaren, hat laut dem Priester der Kirche Savo Majstorović das Religionsministerium von Serbien getragen, jedoch auch andere Institutionen.
Auch im Juni 2014 wurde die Kirche restauriert. Bei der Restaurierung wurde das Dach erneuert, die Fassade des Kirchenschiffs, neu gestrichen und der Kirchturm bekam eine neue Kupferkappe auch wurde das Kreuz auf der Kirchturmspitze neu vergoldet. Die Restaurierung finanzierte das Kultur- und das Religionsministerium Serbiens und die Gläubigen der Serbisch-orthodoxen Pfarrei von Srpski Itebej. Priester der Kirche ist Savo Majstorović.

## Serbisch-orthodoxe Kapellen in Srpski Itebej
Im Dorf stehen neben der Kirche auch zwei serbisch-orthodoxe Kapellen. Die kleine von 1923 bis 1925 erbaute auf dem serbisch-orthodoxen Dorffriedhof stehende Kapelle Hl. Großmärtyrer Georg und die Kapelle der Hl. ehrwürdigen Mutter Petka Paraskeva aus dem Jahre 1912.